# Marceli Siedlanowski
Marceli Siedlanowski (ur. 12 stycznia 1894 w Warszawie, zm. 10 marca 1976 tamże) – polski inżynier, pierwszy dyrektor Zakładów Południowych w Stalowej Woli. Symbol Centralnego Okręgu Przemysłowego, uznawany za jednego z głównych twórców Stalowej Woli.

## Życiorys
Urodzony 12 stycznia 1894 roku w Warszawie, gdzie spędził młodość. Uczestnik wojny polsko-bolszewickiej (zgłosił się jako ochotnik do wojska). Ukończył studia na wydziale mechanicznym Politechniki w Petersburgu, uzyskując tytuł inżyniera. Pracował m.in. w fabryce w Starachowicach, w fabryce silników lotniczych Skoda w Warszawie. Był dyrektorem huty „Baildon” w Katowicach. 
W 1936 roku został dyrektorem budowanym COP-u, wystąpił z inicjatywą budowy huty stali żelaznych w widłach Wisły i Sanu. Przewodniczył komisji, która wybierała lokalizację pod budowę zakładów, plan budowy doprowadził do realizacji. Przez czas budowy Zakładów Południowych był jednocześnie prezesem zarządu spółki i dyrektorem huty Baildon. W czerwcu 1939 roku poświęcił się bez reszty nowym zakładom. Jego zdolności organizacyjne sprawiły, że budowę ukończono przed planowanym terminem. W okresie od 1 kwietnia 1937 roku do 8 września 1939 roku był pierwszym dyrektorem naczelnym i prezesem zarządu Zakładów Południowych w Stalowej Woli.
Po wybuchu wojny we wrześniu 1939 roku wyjechał ze Stalowej Woli, zamieszkał w Warszawie. Musiał się ukrywać, całą okupację przeżył w stolicy. Przebywał w niemieckim obozie pracy, z Niemiec powrócił do Krakowa. Po wojnie pracownik ministerstwa hutnictwa i przemysłu ciężkiego oraz wykładowca wyższych uczelni.
Zmarł 10 marca 1976 roku w Warszawie. Pochowany na cmentarzu Powązkowskim (kwatera 238-2-21).

## Ordery i odznaczenia
- Złoty Krzyż Zasługi (dwukrotnie: 5 sierpnia 1929[2], 19 marca 1935[3])

## Upamiętnienie
- Marceli Siedlanowski jest patronem jednej z ulic w Stalowej Woli.
- W 2020 roku w ramach projektu „Marceli Siedlanowski - żołnierz i budowniczy Niepodległej” powstał mural na budynku przy ul. Marcelego Siedlanowskiego 10 w Stalowej Woli[4].